# Estación de West Kowloon
La West Kowloon station (abreviada WEK), también conocida como Hong Kong West Kowloon (en chino tradicional, 香港西九龍) y West Kowloon, es una estación de ferrocarril ubicada en el distrito de West Kowloon, en Hong Kong, China. La estación es la terminal y única de la sección de Hong Kong del enlace ferroviario expreso Guangzhou-Shenzhen-Hong Kong (HSR). La estación se conecta a la sección de China continental a través de un túnel dedicado e incluye un área portuaria continental donde se hacen cumplir las leyes de China continental. Fue construido por MTR Corporation.
La estación de ferrocarril terminal se encuentra en Jordan, West Kowloon, al norte del propuesto Distrito Cultural West Kowloon, entre el Airport Express y la estación Kowloon de la línea Tung Chung y la Estación Austin de la línea West Rail del Metro de Hong Kong. El área de la nueva estación se extiende hasta el Distrito Cultural West Kowloon.
La fecha de apertura originalmente programada en 2012 pero se retrasó hasta 2015 luego de la sacudida de la construcción del ferrocarril de alta velocidad en China después de la colisión de trenes de Wenzhou en 2011. Si bien la construcción de la estación aún estaba planeada para completarse en 2015, se produjeron grandes inundaciones en los túneles ferroviarios en construcción el 30 de marzo de 2014. Esto provocó grandes daños en las máquinas perforadoras de túneles. Los informes internos de MTR sugirieron que las causas eran diseños de licitación incompletos y planificación defectuosa antes de comenzar la construcción. La estación se abrió formalmente el 4 de septiembre de 2018 y los trenes de alta velocidad comenzaron a circular a destinos en China continental a partir del 23 de septiembre de 2018.